# Leptocarydion
Leptocarydion là một chi thực vật có hoa trong họ Hòa thảo (Poaceae).

## Loài
Chi Leptocarydion gồm các loài: